# 科室主管

德國虚构政府部門的内部科室组织

科室主管（英語：Section chief/Division chief；缩写为RL，RefL或RefLtr）是政府公務部門或企業等團體內部下屬單位的主管，依主管部門名稱，可稱為科長、課長、處長、組長、室長等職稱。
公务科室主管基本上都是高级機構的成员。为履行其专业职责，他们可能对教员，文员和官员负有人事责任。在德国联邦政府中，科室單位应至少包括五个职位。在组织上，科室主管通常从属于大部门主管，或者在较大的权力机构中，从属于部门或（单位）首长。